# Radolfzell am Bodensee-Rehbösch
Radolfzell am Bodensee-Rehbösch – mała towarowa stacja kolejowa w Radolfzell am Bodensee, w kraju związkowym Badenia-Wirtembergia, w Niemczech.
| Radolfzell am Bodensee-Rehbösch        |  |                                                  |
| Linia Bodenseegürtel                   |  |                                                  |
| Radolfzell Haselbrunnodległość: 2,9 km |  | Radolfzell am Bodensee-Brandbühl odległość: 1 km |
| Linia Seehäsle                         |  |                                                  |
| Radolfzell Haselbrunnodległość: 2,9 km |  | Radolfzell am Bodensee-Brandbühl odległość: 1 km |